# سن-آمبروآز، کبک
سن-آمبروآز (به فرانسوی: Saint-Ambroise) شهری در منطقه شهری لو افجور-دو-ساگونه ناحیه سگونه-لاک-سن-ژان در استان کبک کانادا است. در سرشماری سال ۲۰۱۱ این شهر ۳٬۵۵۳ نفر جمعیت داشته‌است و مساحت آن ۱۴۸٫۶۱ کیلومتر مربع است.